# ダイヤトーン

ダイヤトーン（Diatone）は、オーディオ・ビジュアル機器に用いられる三菱電機の登録商標（日本第930612号）である。日本を代表するスピーカーブランドのひとつ。2016年（平成28年）にブランド生誕70年を迎えた。

## 概要
ダイヤトーンの商号は1946年（昭和21年）に、自社製ラジオに初めて使用された。主に旧陸軍向け余剰物資（九九式対戦車被甲爆雷用のOP磁石）を流用した内蔵スピーカー 「P-62（F）」が広帯域性能で注目され、間もなくこれが「P-610」（1958年（昭和33年）発売）の名で単体販売されると折からのHi-Fiブームでは「ロクハン」（6.5インチ=約16センチ）の代表的製品として、松下電器産業（現・パナソニック）の「8P-W1」（1954年（昭和29年）発売。通称「ゲンコツ」、輸出向けに『パナソニック』の商標が初めて付された製品）と人気を二分する。
中でもNHK放送技術研究所と共同開発した試作モデル「2S-660」、および「2S-205」「2S-206」などを基に大幅な改良を加えたフロア型放送・業務用モニタースピーカーの 「2S-305（R305）」（1958年（昭和33年）発売）はその高価格と相俟ってオーディオマニアの羨望の的になり、本機は1989年（平成元年）に後継モデルの「2S-3003」が登場するまで若干の改良を繰り返しつつ、業務用・コンシューマー双方で約34年（1992年(平成4年)販売終了）という驚異的なロングランを続けることになる。
好調な業績に従い神奈川県鎌倉市大船から福島県郡山市に専用工場を新たに設立し、1968年（昭和43年）からは壁掛け型スピーカーシステムの「DS-11S」、および「DS-12S」、大型ブックシェルフ型スピーカーシステムの「DS-21C」、および「DS-31C」、「2S-305」を基に家庭用として再開発したフロア型スピーカーシステム「DS-32C」などのモデルを順次投入し、コンシューマー（一般消費者）向けオーディオ市場に進出。中でも1970年（昭和45年）に登場した中型ブックシェルフ型3ウェイスピーカーシステムの「DS-251」が予想外の販売台数を記録し、1980年代初頭にはラジカセ、およびポータブルオーディオ、家庭用カラオケシステムなどのゼネラルオーディオの分野にも積極的に商品展開した。尤も、ラジカセとラジオの場合、1970年代以前は主に三菱ブランド（MITSUBISHI ELECTRIC）、またはジーガム（JEAGAM）ブランドで展開していた。また1978年（昭和53年）にレコードプレーヤーが縦の状態（つまり地面と垂直）で収まったコンポーネント（商品名「たてコン」）や1983年（昭和58年）にオートチェンジャー機能付きのカセットデッキを搭載したミニコンポーネント（商品名「ロボティ」）、果ては1990年（平成2年）に壁や机、ドア、窓ガラスなどに貼り付けて貼った場所を音源（振動板）として利用するスピーカーアクチュエーターユニットの「ACT-1」などというユニークな商品があった。
また1970年代に日本コロムビアからモジュラーステレオやポータブルレコードプレーヤーのOEM供給を受け、前者はDIATONEブランド（後者はMITSUBISHIブランドで販売されたかは不明）で日立（LO-Dブランド）と同様に販売されたことがある。
1987年（昭和62年）、経営危機により三菱グループ入りした赤井電機（AKAI）と部門統合し、合同ブランドA&Dを設立。ダイヤトーンブランドはスピーカーのみとなり、カセットデッキやDAT、CDプレーヤー、ミニコンポ等の製品はA&Dのブランドで赤井電機が開発・製造することになった。
1991年（平成3年）のA&Dブランド消滅後もダイヤトーンの名前は残ったが、1998年（平成10年）夏に発表・発売されたAVマルチチャンネル（サラウンド）再生用小型ブックシェルフ型2ウェイスピーカーシステム「DS-100ZV」（23,000円/1本・税別）を最後に、そして翌年の1999年（平成11年）に三菱電機はカーオーディオを除いて音響部門から撤退し、ダイヤトーンの名前も市場から一旦姿を消した。しかし、2005年（平成17年）に三菱電機エンジニアリングが、高級志向層の需要を見込んで本ブランド製品を再登場させている。なお、再登場後の第1弾モデルは2006年（平成18年）に発売されたフロア型スピーカーシステム「DS-MA1」（1,000,000円/1本・税別。2016年9月を以って販売終了）である。以前のような店売りする普及帯の商品展開ではなく、受注生産・インターネット販売の形態を採っている（外部リンク参照）。
近年では自社製液晶テレビ リアルのスピーカーに同ブランドの使用を再開。2006年（平成18年）9月には車載用にも久々に同ブランドを復活させたスピーカー「DS-SA3」を、2008年（平成20年）にはブルーレイディスクドライブ内蔵HDDレコーダー「DVR-BZ200/100」を発表している。
2012年（平成24年）7月4日には、カーナビゲーションのブランドとして「DIATONE SOUND.NAVI」を発売、カーナビゲーション分野にも参入した。

## 主な製品の一覧（スピーカー関連のみ一部抜粋、ゼネラルオーディオ、カーオーディオ関連などは除く）
現在の製品
- DS-4NB70 - 2017年（平成29年）9月29日発売開始[8]

過去の製品
- 2S-305
  - 2S-305D - ※2S-305の個人ユーザー向け仕様
- 2S-208
- P-610
  - P-610A/B
  - P-610DA/DB
  - P-610FA/FB - ※P-610シリーズ唯一のフェライト磁石採用
  - P-610MA/MB
- AS-3001
- DS-11S
- DS-12S
- DS-15S
- DS-31C
  - DS-31C-MkII
- DS-32C
- DS-22B
  - DS-22B-MkII
  - DS-22BR
- DS-33B
  - DS-33B-MkII
- DS-35C
- DS-251
  - DS-251MkII
- DS-261
- DS-301
- DS-303
- DS-28B
- DS-32B
- DS-261
- SS-22F
- SS-100
- SS-200
- SS-300
- F1（DIATONE F1）
- 4S-4002P（MONITOR-1）
- AS-3002P（MONITOR-3）
- AS-2055P（MONITOR-9）
- DS-70C
- DS-90C
- DS-201
- DS-401
- DS-501
- DS-503
- DS-505
- DS-1000
  - DS-1000HR
  - DS-1000C
  - DS-1000Z
  - DS-1000ZA
  - DS-1000ZX
- DS-2000
  - DS-2000HR
  - DS-2000Z
  - DS-2000ZX
- DS-3000
- DS-5000
  - DS-V5000
- D-160
- D-80
  - D-80S
  - D-80E
  - D-80M
- DS-161
- VS-20
- DS-10000（Klavier）
- DS-66EX
  - DS-66EXV
  - DS-66Z
- DS-77EX
  - DS-77EXV
  - DS-77HR
  - DS-77HRX
  - DS-77Z
- VS-200F
- DS-V9000
- DS-300
  - DS-300V
- DS-500
  - DS-500N
- DS-700
- VS-50
- VS-900F
- 2S-3003
- ACT-1
- ACT-10
- DS-600Z
  - DS-600ZA
  - DS-600ZX
- DS-800Z
  - DS-800ZA
  - DS-800ZX
- DS-200Z
  - DS-200ZA
  - DS-200ZX
- DS-A1
- DS-A3
- DS-A5
- DS-A6
- DS-A7
- DS-B1
- DS-8000
  - DS-8000N
- 2S-1601
- DS-203
- DS-205
- DS-20000
  - DS-20000B（Klavier）
- DS-C1000ZV
- DS-100ZV
- DS-MA1

など